# فرانسوا ترونشين
هو محامٍ لدى مجلس جنيف ، وكاتب وجامع أعمال فنية من مواليد1704.
نشين .